# Charley Burley
Charles Duane „Charley“ Burley (* 6. September 1917 in Bessemer, Pennsylvania; † 16. Oktober 1992 in Pittsburgh, Pennsylvania) war ein US-amerikanischer Boxer im Welter- und Mittelgewicht.

## Laufbahn
Seinen ersten Profikampf bestritt Burley am 29. September 1936 gegen George Leggins in Pittsburgh, er gewann durch K. o. in der vierten Runde. 1938 und 1939 gewann er zwei von drei Kämpfen gegen Fritzie Zivic im Weltergewicht.
Am 22. August 1938 erkämpfte er sich den Titel „Colored Welterweight Championship of the World“, den Weltmeistertitel für Schwarze, in einem Kampf über 15 Runden gegen Cocoa Kid in Millvale. Dies sollte allerdings sein einziger internationaler Titel bleiben, da Kämpfer wie beispielsweise Sugar Ray Robinson, Jake LaMotta, Rocky Graziano und Tony Zale gegen den Mann mit dem Kampfnamen „Black Dynamite“ nie boxen wollten.
1942 wurde er zweimal von Ezzard Charles, der als einer der besten Halbschwergewichtler aller Zeiten gilt, über jeweils zehn Runden nach Punkten geschlagen.
Am 3. April 1944 gewann er in einem Kampf gegen Jack Chase in Hollywood durch K. o. in der neunten Runde den Titel des Mittelgewichtsmeisters von Kalifornien. Nur 18 Tage später, am 21. April 1944, besiegte er Archie Moore, der ihn für einen der besten Boxer überhaupt hielt, nach Punkten.
1992 fand Burley Aufnahme in die International Boxing Hall of Fame.